# Smalbladet dunhammer
Smalbladet dunhammer (Typha angustifolia) er en sumpplante, der vokser ved søbredder og vandløb. Den er mellem 1 og 2,5 meter høj og har lange blade, der er ca. 1 cm brede. Frøstanden er ved modenhed op til 2 cm bred.

## Beskrivelse
Smalbladet dunhammer er en løvfældende flerårig urt med opret, slank vækst. Bladene er tykke og svampede at føle på. De er oprette og linieformede med hel rand. Begge sider er grågrønne. Blomsterstanden bærer øverst et aks med gule hanblomster, så et stykke nøgen stængel, og nedenunder et brunt, hunligt aks. Det hunlige aks bliver til dunhammeren, som er frøstanden. Frugterne er små nødder med gulgrå frøhår. Frøene spirer villigt.
Rodnettet består af en vandret rodstængel, der bærer blade, blomsterstængel og trævlerødder. Planten er meget aggressiv, og bør holdes under skarpt opsyn, så den ikke fortrænger andre.
Højde x bredde og årlig tilvækst: 1,00 x 0,50 m (100 x 10 cm/år).

## Voksested
Smalbladet dunhammer gror på mineralrig bund i rørsumpen ved søer, damme og vandhuller. Den træffes mest almindeligt i Østdanmark, hvor den vokser sammen med bl.a. brudelys, gul iris, høj sødgræs, kæmpestar og tagrør.
Smalbladet dunhammer mangler helt på Mols.
| Portal | Portal:Botanik |